# Liolaemus walkeri
Liolaemus walkeri är en ödleart som beskrevs av  Shreve 1938. Liolaemus walkeri ingår i släktet Liolaemus och familjen Tropiduridae. IUCN kategoriserar arten globalt som otillräckligt studerad. Inga underarter finns listade i Catalogue of Life.